# Pinaki
Pinaki es un atolón de las Tuamotu, en la Polinesia Francesa. Administrativamente depende de la comuna de Nukutavake. Está situado a 10 km al sureste de Nukutavake.
Es un atolón circular formado por tres islotes, con una superficie total de 1,3 km². Hoy en día está deshabitado. Históricamente se conocía como Nganati. Fue descubierto por el inglés Samuel Wallis el domingo de pentecostés del 1767 (en inglés Whitsunday).